# روبر لینزلر
روبر لینزلر (فرانسوی: Robert Linzeler‎; ۷ مارس ۱۸۷۲ – ۲۵ ژانویهٔ ۱۹۴۱) قایقران قایق بادبانی اهل فرانسه بود.